# Larry Bird
Larry Bird (* 7. prosince 1956, West Baden, Indiana, USA) je bývalý americký profesionální basketbalista. Je považován za jednoho z nejlepších basketbalistů všech dob.
Larry Bird hrál v NBA za tým Boston Celtics v letech 1979–1992.
Svůj tým dovedl třikrát k vítězství ve finále NBA (1981, 1984 a 1986). Sám byl třikrát vyhlášen nejužitečnějším hráčem NBA a dvakrát nejužitečnějším hráčem finálové série NBA.
V roce 1992 byl členem týmu, který získal zlatou medaili na olympijských hrách v Barceloně.
Je členem basketbalové Síně slávy (Basketball Hall of Fame).
Po skončení kariéry profesionálního hráče pracoval jako funkcionář pro Celtics. V roce 1997 přijal místo trenéra týmu Indiana Pacers. Do té doby nepříliš známý a úspěšný tým dovedl během tří sezón třikrát do konferenčního finále, jednou v něm Pacers zvítězili. V roce 1998 byl vyhlášen trenérem roku v NBA.